# 兰布拉大道
兰布拉大道（加泰隆尼亞語： 或 ）是位於加泰隆尼亞首府巴塞罗那市中心的景觀道路，由5段街道構成，全长1.2公里，介于哥特区、拉巴尔兩個街區之间，連接舊城區的加泰罗尼亚广场與旧港的哥伦布纪念碑。街名「蘭布拉」在加泰隆語與西班牙語意為旱谷或乾枯的河床，來自於阿拉伯語的（轉寫：ramla，意為沙地），因該街原為市區溪流的河道而得此名稱。
兰布拉大道是巴塞隆納的指標景點之一。身為商店街，全年均充滿國內外旅客來在此造遊，特别是在旅游旺季。在大多数情况下，街上游客比当地人更多，这改变了购物的选择，以及这条街的性质。同时，它也成为扒窃的主要發生地。
西班牙诗人费德里戈·加西亚·洛尔卡曾经说过，兰布拉大道是“世界上唯一我希望永远不会结束的街道”。

## 道路布置

蘭布拉大道路段圖

蘭布拉大道的5個路段，以該路段的主要地標來命名，從加泰隆尼亞廣場依序是：
- 蘭布拉卡納萊特斯街（Rambla de Canaletes） - 得名自卡納萊特斯噴泉（意為水道噴泉）。
- 蘭布拉學院街（Rambla dels Estudis） - 該路段在15至16世紀曾有巴塞隆納通學，為今巴塞罗那大学前身。
- 蘭布拉花街（Rambla de les Flors） - 因19世紀起有許多花店集中於此而得名；該路段曾有聖若瑟修院（Convent de Sant Josep），因而別稱為「蘭布拉聖若瑟街」（Rambla de Sant Josep）。
- 蘭布拉嘉布遣街（Rambla dels Caputxins） - 該路段曾有方濟嘉布遣會的修道院而得名。
- 蘭布拉聖莫尼加街（Rambla de Santa Mònica） - 得名自聖莫尼加藝術中心，此地原為赤足奧斯定會（英语：Discalced Augustinians）在17世紀成立的聖莫尼加修院（Convent de Santa Mònica）。

1990年代初從哥倫布紀念碑又往港口興建水上棧道「蘭布拉海洋」，使得道路軸線得以延伸到舊港。
蘭布拉大道的道路布局採中央設綠化之人行道、車道布置於兩旁。由於該街的名氣，使得「蘭布拉」一詞在加泰隆尼亞、乃至於整個西班牙，成為了類似道路設計類型的代稱。

## 文化
- 利塞乌大剧院（Gran Teatre del Liceu），1847年啟用，被譽為世界上最好的歌剧院之一。
- 聖莫尼加藝術中心，為当代艺术博物馆，位于蘭布拉聖莫尼加街的拉巴尔一侧，定期举办国际艺术展览。
- 博克里亚市场（英语：La Boqueria）是这座城市最具代表性的街头市场。
- 兰布拉大道还有一个相当大的印度社区。[來源請求]
- 卡纳莱特斯喷泉是这个城市最有名的喷泉和最热门的集会地点。

## 交通
巴塞罗那地铁3号线（绿线）在这条街上设有3个站：
- 加泰罗尼亚站（Pl. Catalunya） - 紧邻加泰罗尼亚广场，该市最老最具代表性的地铁站，热门的集会地点。
- 利塞乌站（Liceu） - 利塞乌大剧院前
- 船坞站（Drassanes） - 毗邻港口和聖莫尼加藝術中心

## 画廊

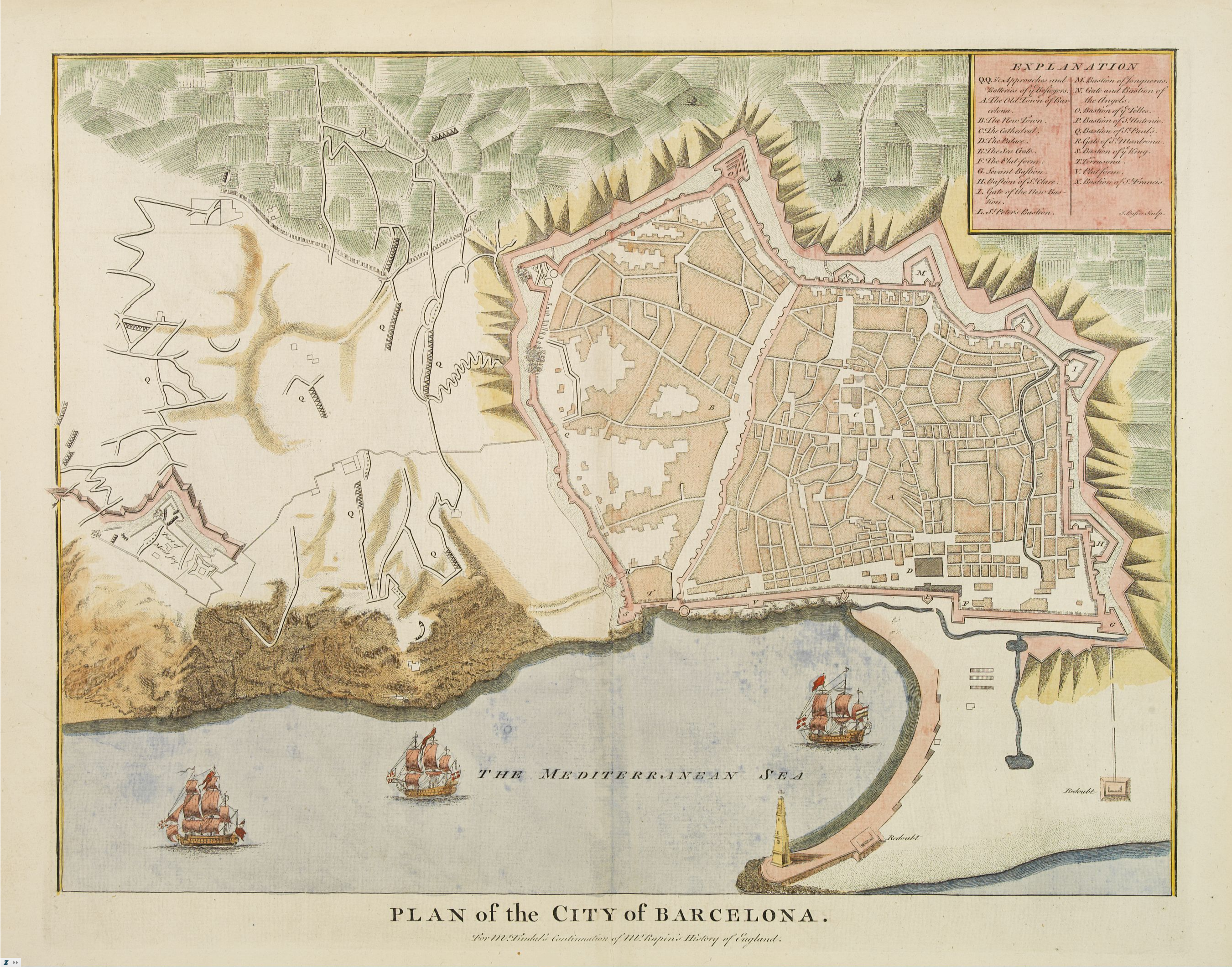
1700年的巴塞罗那
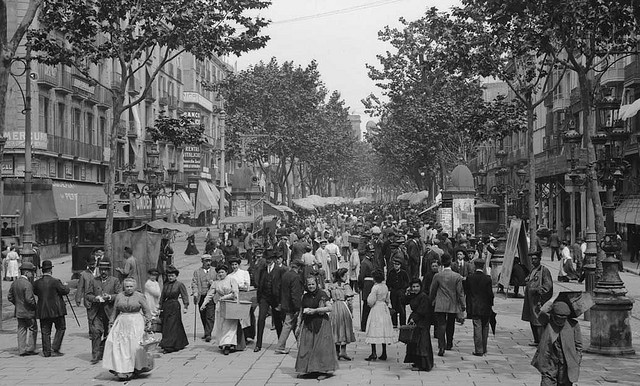
1905年的兰布拉大道
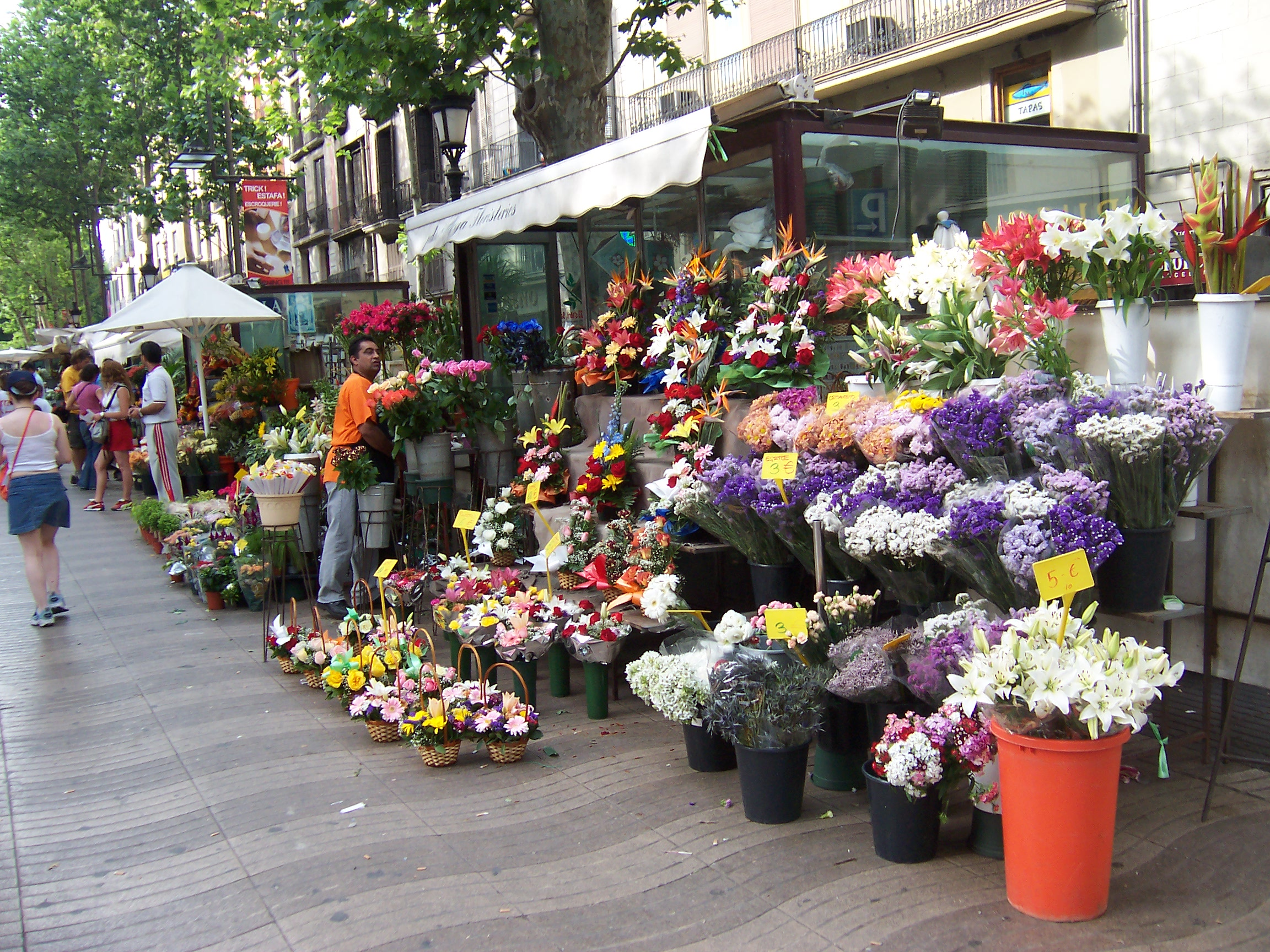
街道上的鲜花店
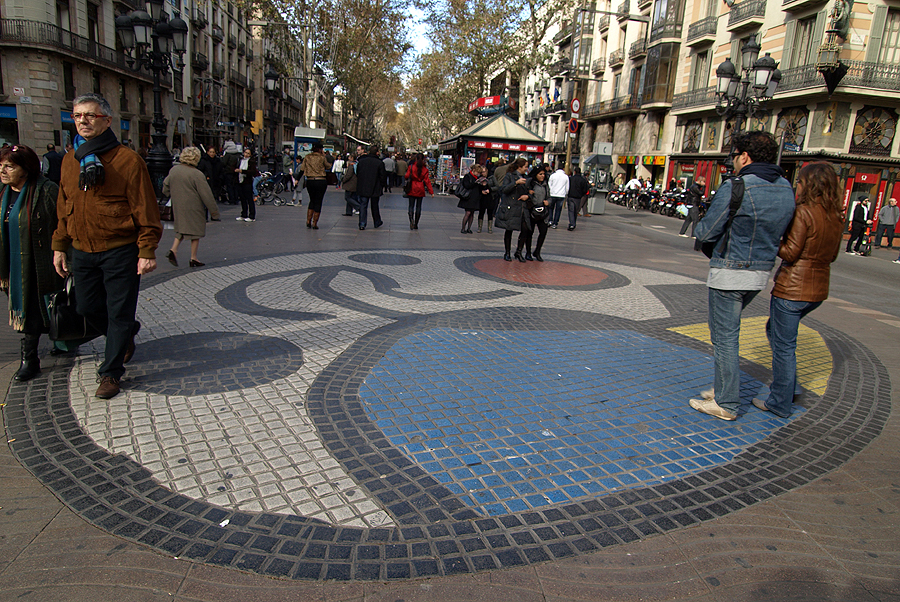
街道马赛克艺术
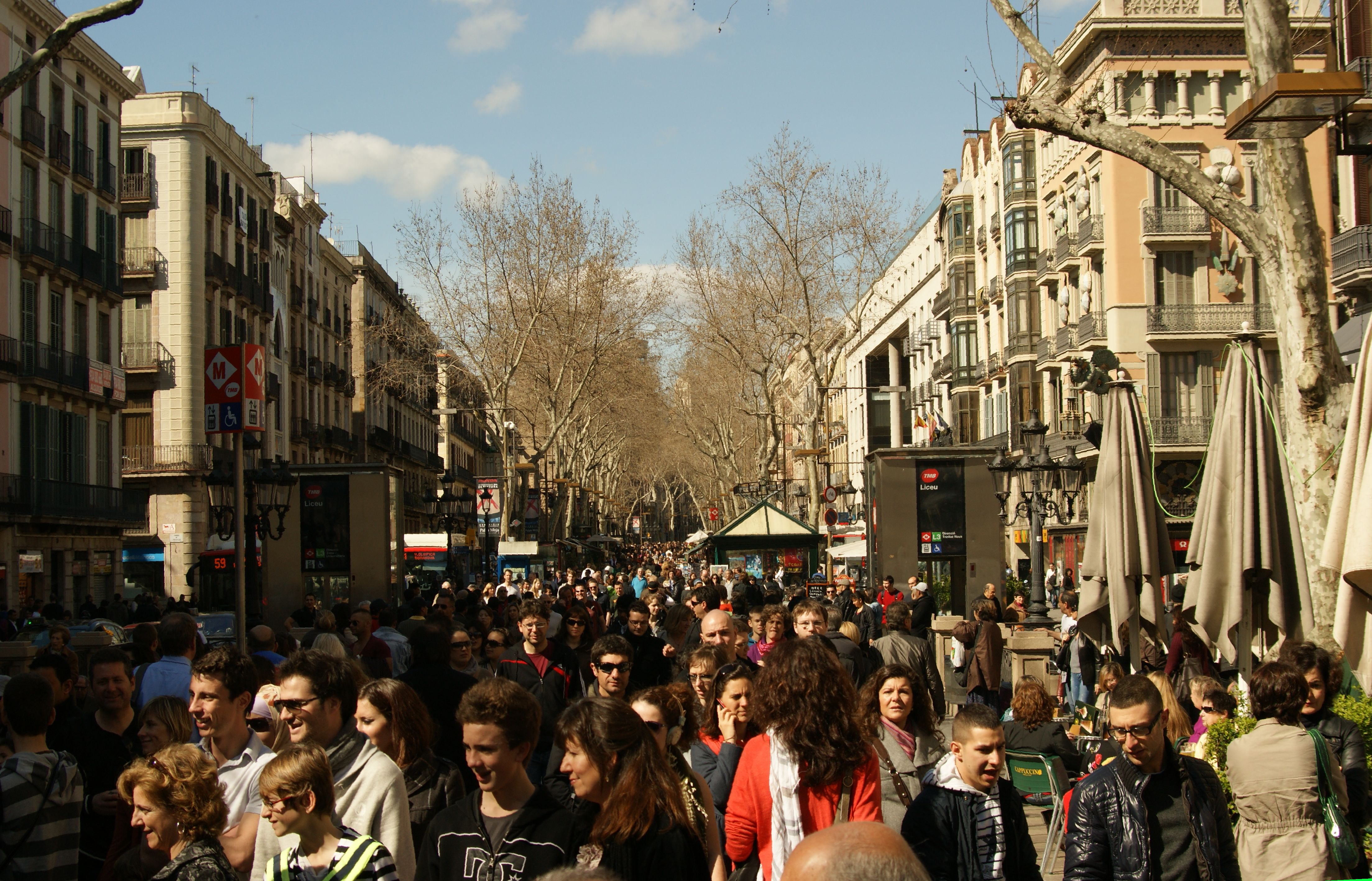
通往地铁站的人行道